# 1599 en science
| Années de la science : 1596 - 1597 - 1598 - 1599 - 1600 - 1601 - 1602    |
| Décennies de la science : 1560 - 1570 - 1580 - 1590 - 1600 - 1610 - 1620 |

Cet article présente les faits marquants de l'année 1599 en science.

## Événements
- 31 janvier : durant l'observation d'une éclipse de lune, Tycho Brahe découvre que ses prédictions sur le mouvement de la Lune sont inexactes puisque l'éclipse commence avec 24 minutes d'avance sur ce que ses calculs avaient prédit[1]. Le 21 mars il écrit une lettre à Longomontanus, dans laquelle il lui annonce une révision de sa théorie[2].
- 14 juin : Tycho quitte Wittenberg et va en Bohême où il réside au château de Benátky, propriété de l'Empereur Rodolphe II[3].
- 5 juillet : Galilée engage mécanicien Marcantonio Mazzoleni pour fabriquer  des instruments scientifiques[4].
- 22 juillet : Tycho observe une éclipse solaire à Prague[5].

- 25 novembre : fondation à Padoue de l'Accademia dei Ricovrati à l'initiative d'un noble vénitien, l’abbé Federico Cornaro[6].

## Publications

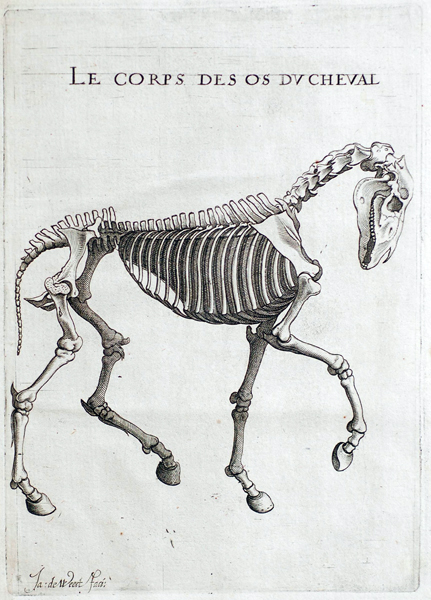
Le squelette du cheval par Héroard.

- Ulisse Aldrovandi : Ornithologiae, hoc est de avibus historiae libri XII. (De avibus), Bologne, 1599.
- Jean Héroard : Hippostologie, 1599. Traité d'ostéologie du cheval, en français.
- Ferrante Imperato : Dell'Historia Naturale, 1599.
- Henri de Monantheuil
  - Aristotelis Mechanica, disponible ici, traduction latine des Mécaniques d’Aristote.
  - Ludus iatromathematicus musis factus ab Henrico Monantholio Medico, & Mathematicarum Artium professore Regio ad averruncandum tres Academiae perniciosissimos hostes, Benjamin Perrier, 1599 ; disponible sur Gallica.
- Olivier de Serres : Art de la cueillette des vers à soie.
- Simon Stevin : De Havenvinding (Le repérage en mer), 1599.
- Edward Wright : Certaine errors of navigation corrected, 1599, 2d ed. 1610, Londres.

## Naissances
- 15 novembre : Werner Rolflinck (mort en 1673), médecin, naturaliste, chimiste et botaniste allemand.

## Décès

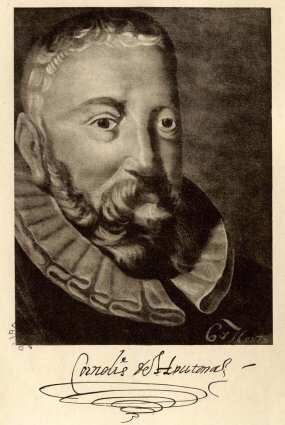
Cornelis de Houtman

- 22 avril : Lorenz Scholz von Rosenau (né en 1552), médecin et botaniste allemand.
- Août : Cornelis de Houtman (né en 1565) explorateur néerlandais. Il découvrit une nouvelle route maritime reliant l'Indonésie et l'Europe.
- 7 novembre : Gaspare Tagliacozzi (né en 1546), médecin italien.

- 31 décembre : Rumold Mercator (né en 1545), cartographe.